# Kuriakose Kunnacherry

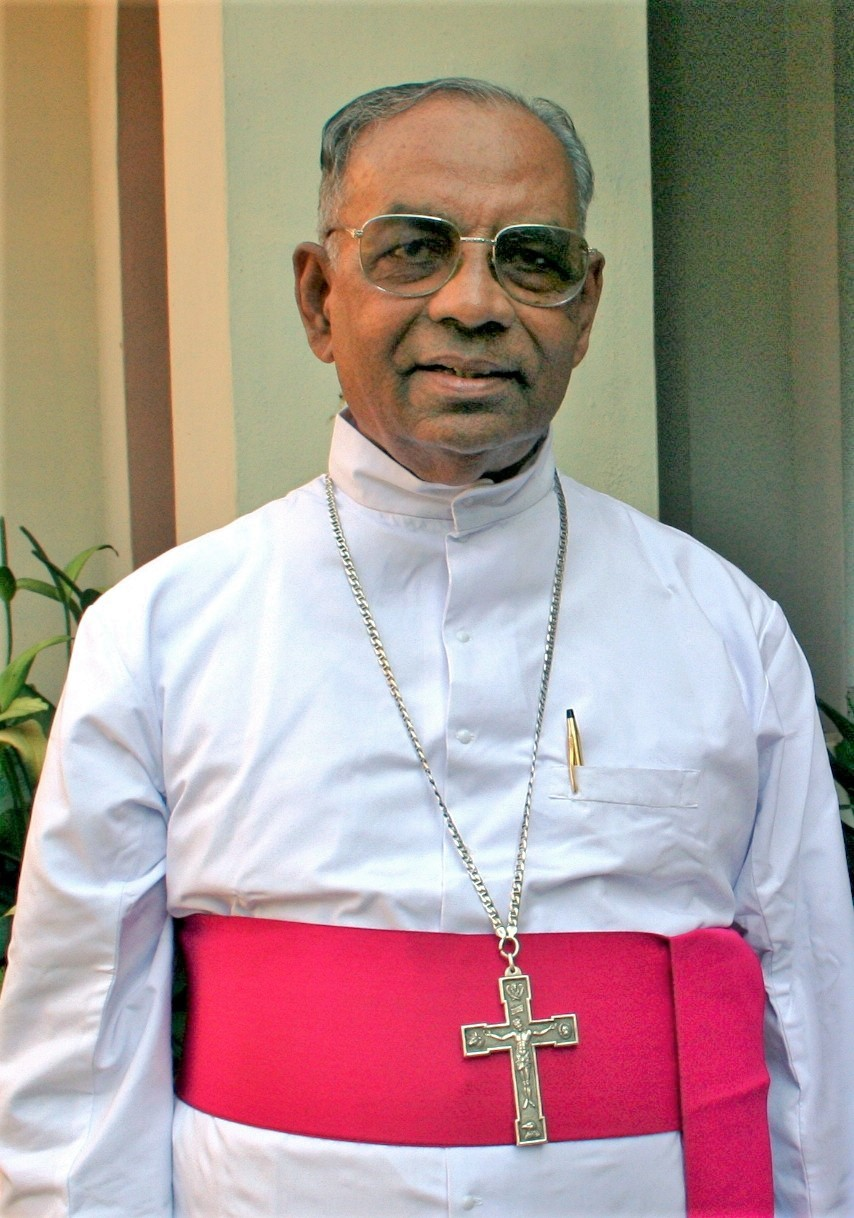
Kuriakose Kunnacherry (2004)

Kuriakose Kunnacherry (* 11. September 1928 in Kaduthuruthy; † 14. Juni 2017) war ein indischer Geistlicher und syro-malabarischer Erzbischof von Kottayam.

## Leben
Kuriakose Kunnacherry empfing am 21. Dezember 1955 die Priesterweihe für die Eparchie Kottayam.
Papst Paul VI. ernannte ihn am 9. Dezember 1967 zum Koadjutorbischof von Kottayam und Titularbischof von Cephas. Der Kardinalpräfekt der Kongregation für die orientalischen Kirchen, Maximilien de Fürstenberg, spendete ihm am 24. Februar des nächsten Jahres die Bischofsweihe; Mitkonsekratoren waren Thomas Tharayil, Bischof von Kottayam, und Sebastian Vayalil, Bischof von Palai. 
Mit der Emeritierung Thomas Tharayilss folgte er ihm am 5. Mai 1974 als Bischof von Kottayam nach. Mit der Erhebung zur Erzeparchie am 12. Mai 2005 wurde er durch Papst Benedikt XVI. zum Erzbischof von Kottayam ernannt. Am 14. Januar 2006 nahm Papst Benedikt XVI. seinen altersbedingten Rücktritt an.